# Red Deer River (Winnipegosissee)
Der Red Deer River ist ein 390 km langer Zufluss des Winnipegosissees in den kanadischen Provinzen Saskatchewan und Manitoba. „Red Deer“ ist der englische Name für den Rothirsch (Cervus elaphus).

## Verlauf
Der Red Deer River hat seinen Ursprung in dem See Nut Lake im Osten von Saskatchewan. Von dort fließt er in überwiegend östlicher Richtung nach Manitoba. Zuvor nimmt er den Fir River von links auf und passiert die Kleinstadt Hudson Bay. Später durchfließt er den Red Deer Lake und mündet schließlich in die Dawson Bay im Nordwesten des Winnipegosissees. Sein Einzugsgebiet beträgt etwa 14.500 km², der mittlere Abfluss (MQ) 24,9 m³/s. An seiner Mündung befindet sich der Red Deer River Provincial Park.